# 柯倫特里弗鎮區 (密蘇里州里普利縣)
柯倫特里弗鎮區（英語：Current River Township）是位於美國密蘇里州里普利縣的一個行政鎮區。

## 地方資料
柯倫特里弗鎮區的面積為30.82平方千米，當中陸地面積為30.35平方千米，而水域面積為0.47平方千米。根據2020年美國人口普查的數據，當地共有人口141人，而人口密度為每平方千米4.57人。